# Sinocarum acronemifolium
Sinocarum acronemifolium är en flockblommig växtart som först beskrevs av Charles Baron Clarke, och fick sitt nu gällande namn av P.K.Mukh. och Lincoln Constance. Sinocarum acronemifolium ingår i släktet Sinocarum och familjen flockblommiga växter. Inga underarter finns listade i Catalogue of Life.